# ГЕС-ГАЕС Фойерс
ГЕС-ГАЕС Фойерс (англ. Foyers hydro-electric power scheme) — гідроелектростанція в центральній частині Шотландії, на східному узбережжі озера Лох-Несс, уздовж якого тягнеться північний схил Грампіанських гір.

## Історія та діяльність
Верхній резервуар станції озеро Loch Mhor створили в долині річки Gourag (правий виток короткої річки Foyers, яка впадає в центральну частину Лох-Несс) ще в кінці 19-го століття. У 1896 році компанія British Aluminium, виробництво якої потребувало великої кількості електроенергії, спорудила ГЕС Foyers Fall, обладнану турбіною потужністю 3,75 МВт. Річку Gourag перекрили бетонною гравітаційною спорудою з додаванням мурованих та земляних елементів, що дозволило підняти рівень води на 6 метрів. В результаті відбулось об'єднання двох природних озер (Loch Garth та Loch Farraline) у нове водосховище Loch Mhor довжиною понад 7 км.
В середині 1960-х років цю гідроенергетичну схему викупила компанія Scotland Hydro Electric Board (згодом стала Scottish and Southern Electricity), яка вирішила використати її елементи для спорудження потужної гідроакумулювальної станції. Втім, стару ГЕС не закрили, а модернізували, обладнавши у 1968 році турбіною потужністю 5 МВт.
До Loch Mhor організували подачу додаткового ресурсу з річки Fechlin (лівий виток згаданої вище Foyers), спорудивши на ній невеличку греблю, яка відводить воду до дериваційного тунелю. Греблю, яка ще в 19-му столітті утворила Loch Mhor, не стали міняти (хоча в 2008 році її підсилили та наростили висоту).
Нижнім резервуаром стало озеро Лох-Несс, на березі якого в шахтах глибиною 50 метрів встановили дві оборотні турбіни типу Френсіс потужністю по 150 МВт, які працюють при напорі у 179 метрів. Для забезпечення роботи цих гідроагрегатів між верхнім і нижнім резервуарами, що знаходяться на відстані понад 3 км, проклали новий тунель та напірну шахту.
Перетворення малої ГЕС у потужну гідроакумулювальну станцію розпочали в 1969 році та завершили у 1975-му. Станція може вийти на режим за 30 секунд, відіграючи важливу роль у збалансуванні енергосистеми. Управління нею здійснюється дистанційно з Перта, де розташований диспетчерський центр SSE.